# Фадл II
Фадл II ібн Шавур (д/н — після 1062) — емір Гянджі у 1067—1073 роках і емір аль-Тефеліса у 1062—1063 і 1068—1070 роках.

## Життєпис
Походив з династії Шеддадідів. Син Абу'л Асвара Шавура, еміра гянджі. Про діяльність відомостей обмаль. 1060 року поставлений еміром ель-Тефеліса. сельджуцьким султаном Алп-Арсланом. Але не зміг втримати владу, ймовірно 1063 року вигнаний грузинським царем Багратом IV, який поставив Саїда з династії Джафаридів.
1065 року разом з батьком виступив проти кахетінського царя Аґсартана I, проте без успіху. Останній в результаті перейшов у наступ. 1067 року після смерті батька стає еміром Гянджі. 1068 року за підтримки Алп-Арслана відновлюється на троні аль-Тефеліса. Втім 1069 року після відходу Сельджуків починається нова війна з царем Грузії. В цей час його брат Ашот захопив владу в Гянджі. Довелося приоркувати того й відновлювати панування.
1070 року Фадла II знову вигнано з аль-Тефеліса грузинами й відновлено Саїда. Сам емір потрапив у полон. звільнений лише завдяки наполяганню Алп Арслана, але вимушен був поступитися грузинському цареві фортецею Гаґі.
До кінця життя воював проти Грузії та Кахетії, втім марно. Йому спадкував син Фадл III, якого 1075 року було повалено Сельджукидами.

## Родина
- Фадлун (д/н—бл. 1089), емір аль-Тефеліса і Гянджі